# Diócesis de Ossory
La diócesis de Ossory (en latín: Dioecesis Ossoriensis, en inglés: Roman Catholic Diocese of Ossory y en irlandés: Deoise Osraí) es una circunscripción eclesiástica de la Iglesia católica en la República de Irlanda. Se trata de una diócesis latina, sufragánea de la arquidiócesis de Dublín. Desde el 28 de octubre de 2022 su obispo es Niall Coll.

## Territorio y organización

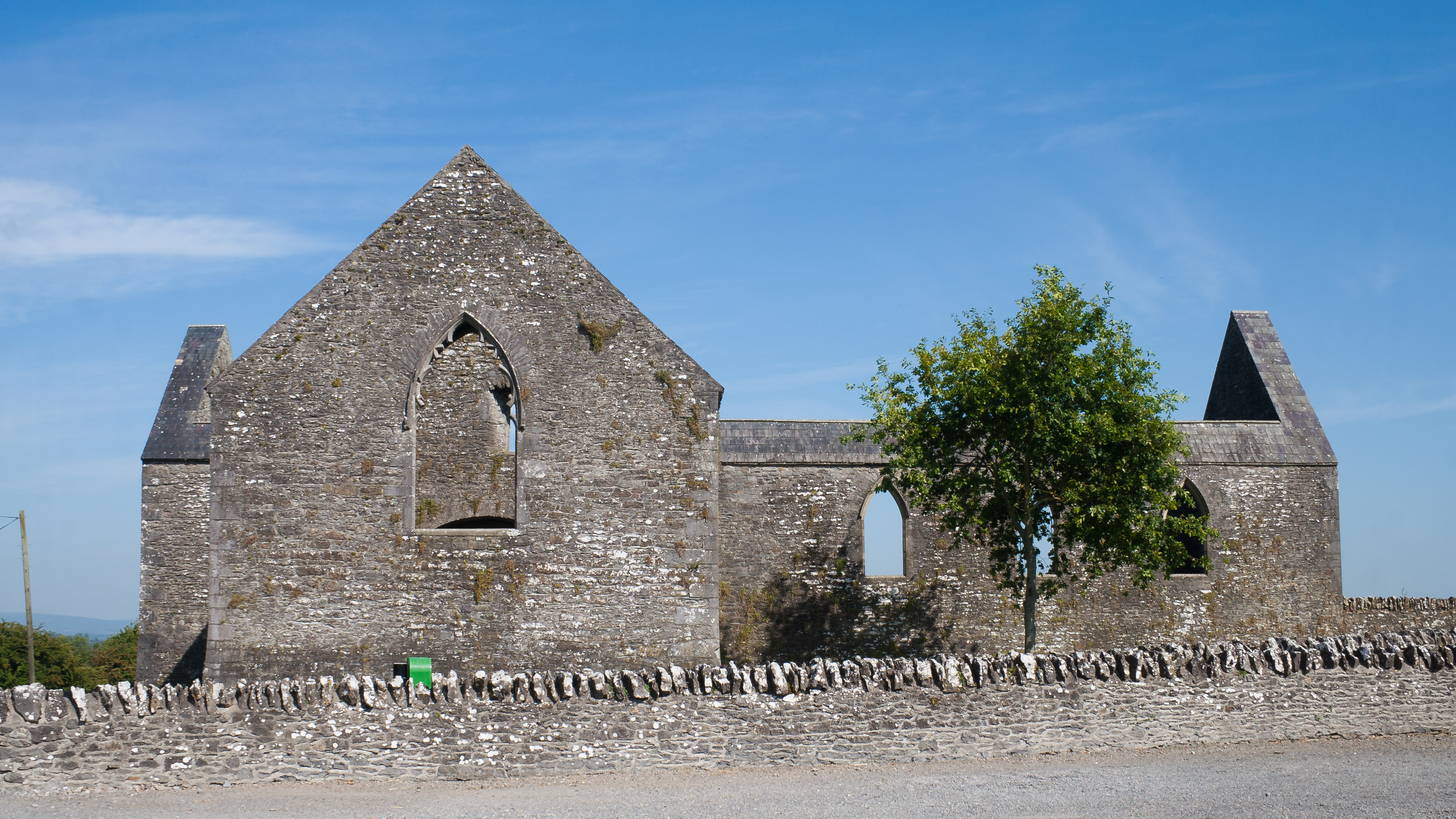
Restos de la abadía de Aghaboe, fundada por san Canicio en el

La diócesis tiene 935 km² y extiende su jurisdicción sobre los fieles católicos de rito latino residentes en la mayor parte del condado de Kilkenny y porciones de los condados de Laois y Offaly.

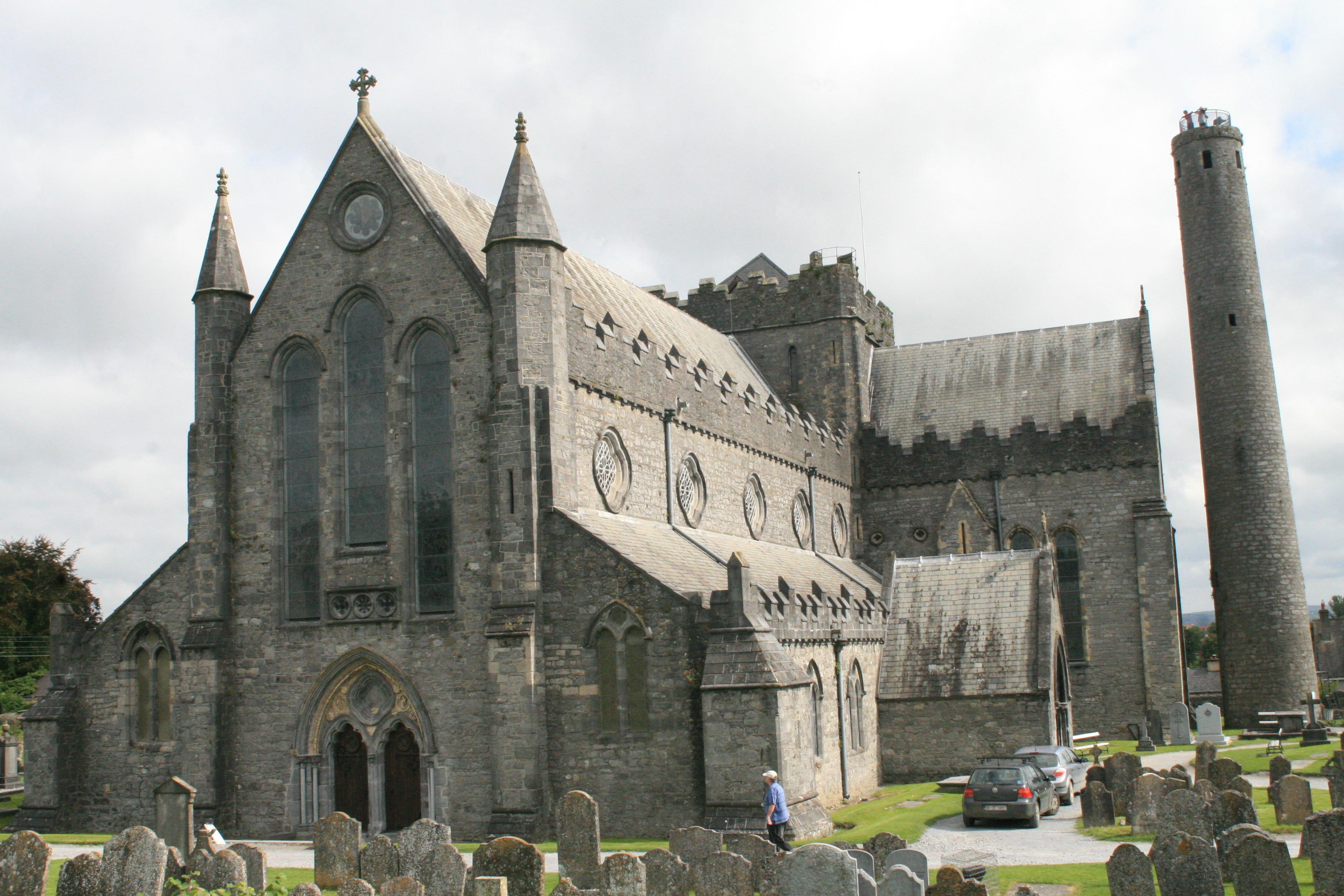
Catedral de San Canicio, en Kilkenny, que desde el pertenece a la Iglesia de Irlanda

La sede de la diócesis se encuentra en la ciudad de Kilkenny, en donde se halla la Catedral de Santa María y la antigua catedral católica de San Canicio, que desde la Reforma anglicana en el siglo XVI pertenece a la Iglesia de Irlanda.

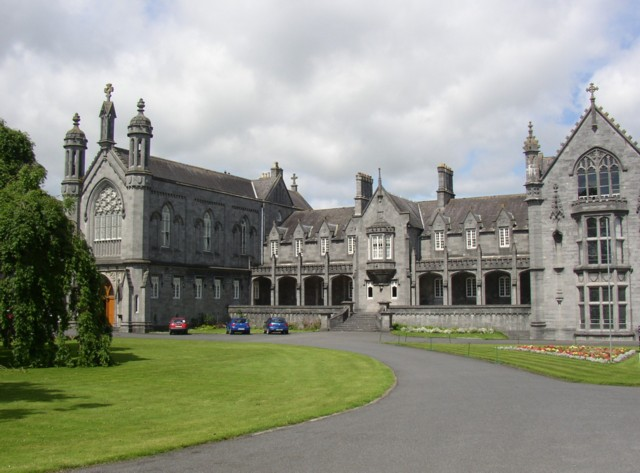
St Kieran's College

En 2023 en la diócesis existían 42 parroquias.

## Historia
El territorio de la diócesis fue evangelizado en la primera mitad del siglo VI por Ciarán de Saigir, que algunas fuentes tradicionales sitúan en los siglos IV-V.
La sede original de la diócesis era Seir-Kieran (Saighir), aunque al igual que el resto de las antiguas sedes monásticas en Irlanda, la jurisdicción era más tribal que territorial. La iglesia adquirió mayor importancia y se convirtió en uno de los sitios cristianos más antiguos de Irlanda. Como principal monasterio de Osraige, fue el cementerio de los reyes de Osraige de Dál Birn. Fue saqueada varias veces por los vikingos, y posteriormente perdió importancia y fue reemplazada por la abadía de Aghaboe hacia 1052. Fue refundada como priorato de los canónigos agustinos hacia 1170 y disuelta en 1568.
Con el Sínodo de Ráth Breasail de 1111 se establecieron los límites territoriales y se erigió una diócesis propia con sede en Aghaboe, condado de Laois. Canicio de Aghaboe había fundado la gran abadía de Aghaboe, de la que fue abad y que más tarde se convirtió en la catedral de la diócesis.
En 1116 la abadía se quemó y en 1125 fue saqueada por Turlogh O'Connor, siendo finalmente suprimida en 1540.
En la última década del siglo XII la catedral se trasladó de Aghaboe a Kilkenny.
En el momento de la Reforma anglicana del rey Enrique VIII de Inglaterra, la diócesis de Ossory se puso sólidamente del lado de la defensa del catolicismo. El obispo Milo Baron Fitzgerald a principios de 1539 juró el Acta de Supremacía y pasó a ser cismático anglicano. Luego de su fallecimiento en 1551 el rey Eduardo VI de Inglaterra nombró a John Bale el 22 de octubre de 1552, quien intentó convertir al pueblo al protestantismo, por lo que fue expulsado de la diócesis en septiembre de 1553. Durante el reinado de la reina católica María I de Inglaterra fue nombrado John Tonory el 29 de noviembre de 1554, pero tras la nueva Acta de Supremacía votada por el Parlamento inglés el 8 de mayo de 1559, su situación se volvió incierta y desde entonces la diócesis estuvo a menudo vacante durante largos períodos. El 4 de diciembre de 1566 la reina nombró a Christopher Gaffney continuando la sucesión anglicana de la diócesis hasta 1835, cuando fue fusionada para formar la actual diócesis de Ossory, Ferns y Leighlin de la Iglesia de Irlanda.
Cuando se nombró al obispo Rothe, en 1618, no había otros obispos católicos en Irlanda. En 1678 una relatio  del obispo James Phelan se queja de que, debido a la escasez de sacerdotes, cada presbítero tuvo que cuidar de cinco o seis parroquias, que las iglesias de las órdenes religiosas sobrevivientes estaban en ruinas y algunas órdenes se extinguieron en la diócesis. En todo caso, el suyo fue un episcopado fructífero, sobre todo en comparación con la situación de las demás diócesis irlandesas de la época: consiguió celebrar sínodos diocesanos y ordenar un buen número de sacerdotes.
Ossory fue una de las primeras diócesis en beneficiarse de la progresiva relajación de las leyes penales irlandesas que perseguían y discriminaban a los católicos: de hecho, las escuelas diocesanas ya se fundaron durante el episcopado de Thomas Burke, en la segunda mitad del siglo XVIII. Se produjo un renacimiento más completo de la diócesis con el obispo William Kinsella, quien construyó o reconstruyó numerosas iglesias parroquiales y fundó la universidad de St Kieran en Kilkenny, con un seminario adjunto. También fue él quien colocó la primera piedra de la nueva catedral en 1843, que fue consagrada en 1857 por el obispo Edmond Walsh.
En el siglo XX se produjo un período de expansión con la construcción de muchas iglesias nuevas bajo el obispo Patrick Collier, mientras que su sucesor Peter Birch aplicó los decretos del Concilio Vaticano II en la diócesis en un período de grandes cambios para la Iglesia y para la sociedad, prestando atención sobre todo a los pobres y discapacitados de la diócesis.
En 1994 el seminario diocesano del colegio de San Kieran fue cerrado.

## Estadísticas
Según el Anuario Pontificio 2024 la diócesis tenía a fines de 2023 un total de 81 832 fieles bautizados.
| Año                                                                             | Población            | Población | Población      | Sacerdotes | Sacerdotes    | Sacerdotes    | Bautizados por sacerdote | Diáconos permanentes | Religiosos | Religiosos | Parroquias |
| Año                                                                             | Bautizados católicos | Total     | % de católicos | Total      | Clero secular | Clero regular | Bautizados por sacerdote | Diáconos permanentes | Varones    | Mujeres    | Parroquias |
| ------------------------------------------------------------------------------- | -------------------- | --------- | -------------- | ---------- | ------------- | ------------- | ------------------------ | -------------------- | ---------- | ---------- | ---------- |
| 1950                                                                            | 75 066               | 78 532    | 95.6           | 177        | 132           | 45            | 424                      |                      | 52         | 417        | 41         |
| 1970                                                                            | 63 167               | 65 005    | 97.2           | 164        | 117           | 47            | 385                      |                      | 121        | 454        | 42         |
| 1980                                                                            | 69 501               | 71 501    | 97.2           | 150        | 113           | 37            | 463                      |                      | 87         | 327        | 42         |
| 1990                                                                            | 73 315               | 75 448    | 97.2           | 119        | 102           | 17            | 616                      |                      | 62         | 289        | 42         |
| 1999                                                                            | 74 050               | 76 156    | 97.2           | 120        | 94            | 26            | 617                      |                      | 85         | 259        | 42         |
| 2000                                                                            | 74 050               | 76 200    | 97.2           | 117        | 93            | 24            | 632                      |                      | 76         | 242        | 42         |
| 2001                                                                            | 74 519               | 76 730    | 97.1           | 117        | 94            | 23            | 636                      |                      | 77         | 245        | 42         |
| 2002                                                                            | 73 319               | 75 924    | 96.6           | 109        | 87            | 22            | 672                      |                      | 84         | 214        | 42         |
| 2003                                                                            | 76 790               | 79 374    | 96.7           | 106        | 85            | 21            | 724                      |                      | 83         | 229        | 42         |
| 2004                                                                            | 78 273               | 80 611    | 97.1           | 106        | 85            | 21            | 738                      |                      | 84         | 245        | 42         |
| 2013                                                                            | 84 714               | 89 429    | 94.7           | 87         | 72            | 15            | 973                      |                      | 49         | 186        | 42         |
| 2016                                                                            | 84 729               | 89 589    | 94.6           | 80         | 67            | 13            | 1059                     |                      | 55         | 169        | 42         |
| 2019                                                                            | 86 115               | 89 200    | 96.5           | 74         | 62            | 12            | 1163                     |                      | 48         | 129        | 42         |
| 2021                                                                            | 82 052               | 87 909    | 93.3           | 58         | 58            |               | 1414                     |                      | 31         | 114        | 42         |
| 2023                                                                            | 81 832               | 88 592    | 92.4           | 51         | 50            | 1             | 1604                     |                      | 25         | 95         | 42         |
| Fuente: Catholic-Hierarchy, que a su vez toma los datos del Anuario Pontificio. |                      |           |                |            |               |               |                          |                      |            |            |            |

## Episcopologio

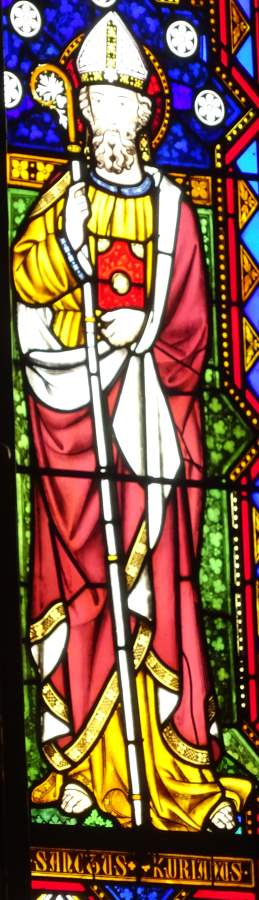
San Ciarán de Saigir, primer obispo de Ossory

- San Ciarán † (538-5 de marzo circa 540 falleció)
- San Carthagh † (?-540? falleció)
- Sedna † (mencionado en 570 circa)
- Killene MacLubney † (mencionado en 695)
- Laigdene MacDonennach † (?-739 falleció)
- Tuntgall † (?-771 falleció)
- Mocoach † (?-783 falleció)
- Cucathach † (?-788 falleció)
- Cobthach † (?-801 o 807 falleció)
- Feredach † (?-809 falleció)
- Conchobhar † (?-810 falleció)
- Conmach † (?-826 falleció)
- Irgalach † (?-832 falleció)
- Anluain † (?-846 falleció)
- Cormac MacEladach † (?-867 falleció)
- Geran † (?-868 falleció)
- Slogad O'Raithuin † (?-885 falleció)
- Cormac † (?-907 falleció)
- Fergall MacMaolmorra † (?-919 falleció)
- Fogartach I † (?-941 falleció)
- Kenfoelad MacSwiney † (?-951 falleció)
- Flathlem † (?-984 falleció)
- Fogartach II † (?-1004 falleció)
- Donchad O'Kellechuir † (?-1048 falleció)
- Kellach Ramhar † (?-1079 falleció)
- Cian O'Buachalla † (?-1090 falleció)
- Donald O'Fogarty † (1150-8 de mayo de 1178 falleció)
- Felix O'Dullany, O.Cist. † (1178-1202 falleció)
- Hugh Rufus, C.R.S.A. † (1202-1218 falleció)
- Peter Malvoisin † (1219-1229 falleció)
- William of Kilkenny † (16 de marzo de 1230-1232 renunció)
- Walter Brackley † (1232-5 de diciembre de 1243 falleció)
- Geoffrey de Turville † (1244-1 de noviembre circa 1250 falleció)
- Hugh de Mapilton † (mayo de 1251-1256 falleció)
- Hugh of Thetford, O.P. † (1257-1259 falleció)
- Geoffrey Saint-Léger † (1260-enero de 1286 falleció)
- Roger of Wexford † (3 de noviembre de 1287-28 de junio de 1289 falleció)
- Micheal of Exeter † (28 de noviembre de 1289-mayo de 1301 falleció)
- William Fitzjohn † (enero de 1302-26 de marzo de 1317 nombrado arzobispo de Cashel)
- Richard Ledred, O.F.M. † (24 de abril de 1317-1360 falleció)
- John of Tatenhale, O.P. † (8 de noviembre de 1361-1370 falleció)
- Alexander Petit de Balscot † (10 de febrero de 1371-10 de marzo de 1386 nombrado obispo de Meath)
- Richard Northall (o Northalis), O.Carm. † (17 de febrero de 1386-3 de noviembre de 1395 nombrado arzobispo de Dublín)
- Thomas Peverell, O.Carm. † (3 de noviembre de 1395-12 de julio de 1398 nombrado obispo de Llandaff)
- John Wultham, O.E.S.A. † (1 de febrero de 1398-1399 nombrado obispo de Dromore)
- John Griffin † (14 de mayo de 1400-1400 falleció)
- Roger Appleby † (26 de septiembre de 1400-9 de octubre de 1402 nombrado obispo de Dromore)
- John Wultham, O.E.S.A. † (9 de octubre de 1402-29 de septiembre de 1405 falleció) (por segunda vez)
- Thomas Snell † (circa 1406-16 de octubre de 1416 falleció)
- Patrick Foxe † (15 de diciembre de 1417-20 de abril de 1421 falleció)
- Denis O'Dea † (4 de julio de 1421-1427 falleció)
- Thomas Barry † (19 de febrero de 1427-3 de marzo de 1459 falleció)
- David Hackett † (14 de julio de 1460-24 de octubre de 1478 falleció)
- John O'Hedian † (15 de enero de 1479-6 de enero de 1486 falleció)
- Oliver Cantwell, O.P. † (26 de marzo de 1487-9 de enero de 1526 falleció)
- Milo Baron Fitzgerald † (8 de junio de 1528-principios de 1539 juró el Acta de Supremacía y pasó a ser cismático anglicano)
  - Milo Baron Fitzgerald † (principios de 1539-1551 falleció (obispo cismático anglicano)
  - John Bale † (22 de octubre de 1552 nombrado por el rey-septiembre de 1553 expulsado por el pueblo) (obispo cismático anglicano)
- John Tonory, O.S.A. † (29 de noviembre de 1554-1565 falleció)
  - Sede vacante (1565-1582)
- Thomas Strong † (28 de marzo de 1582-20 de enero de 1597 nombrado obispo auxiliar de Santiago de Compostela)
  - Sede vacante (1597-1618)
- David Rothe † (1 de octubre de 1618-20 de abril de 1650 falleció)
  - Sede vacante (1650-1669)
- James Phelan † (8 de marzo de 1669-enero de 1695 falleció)
- William Dalton (o Daton) † (20 de febrero de 1696-26 de enero de 1712 falleció)
- Malachy Dulany † (15 de septiembre de 1713-mayo de 1731 falleció)
- Patrick O'Shea (Shee) † (28 de julio de 1731-junio de 1736 falleció)
- Colman O'Shaughnessy, O.P. † (5 de octubre de 1736-2 de septiembre de 1748 falleció)
- James Bernard Dunne † (17 de diciembre de 1748-30 de abril de 1758 falleció)
- Thomas Burke (de Burgo), O.P. † (9 de enero de 1759-25 de septiembre de 1776 falleció)
- John Thomas Troy, O.P. † (16 de diciembre de 1776-19 de diciembre de 1786 nombrado arzobispo de Dublín)
- John Dunne † (13 de julio de 1787-15 de marzo de 1789 falleció)
- Jacob Lanigan † (10 de julio de 1789-11 de febrero de 1812 falleció)
- Kyran Marum † (4 de octubre de 1814-22 de diciembre de 1827 falleció)
- William Kinsella † (15 de mayo de 1829-1845 falleció)
- Edward Walsh † (12 de mayo de 1846-11 de agosto de 1872 falleció)
- Francis Patrick Moran † (11 de agosto de 1872 por sucesión-14 de marzo de 1884 nombrado arzobispo de Sídney)
- Abraham Brownrigg, S.S.S. † (28 de octubre de 1884-1 de octubre de 1928 falleció)
- Patrick Collier † (1 de octubre de 1928 por sucesión-10 de enero de 1964 falleció)
- Peter Birch † (10 de enero de 1964 por sucesión-7 de marzo de 1981 falleció)
- Laurence Forristal † (30 de junio de 1981-14 de septiembre de 2007 retirado)
- Séamus Freeman, S.A.C. † (14 de septiembre de 2007-29 de julio de 2016 renunció)
- Dermot Pius Farrell (3 de enero de 2018-29 de diciembre de 2020 nombrado arzobispo de Dublín)[nota 2]
- Niall Coll, desde el 28 de octubre de 2022